# Alfons II av Aragonien
Alfons II av Aragonien, även Alfons I (av Provence och av Barcelona), född i Huesca, 1157, död den 25 april 1196 i Perpignan, även kallad den kyske och trubaduren var kung av Aragonien och greve av Barcelona från år 1162 till sin död. Han var son till Ramon Berenguer IV av Barcelona och Petronila av Aragonien och den första kungen av Aragonien som också var greve av Barcelona. Därför kallas han ibland, liksom sina efterträdare för "greve-kungen". Han var också greve av Provence, en titel han övertog från arvtagerskan Douce II år 1167, efter att ha motsatt sig hennes arvsrätt. Han överlämnade titeln till sin bror Berengar år 1171. 
Hans regeringstid har av nationalistisk och nostalgisk katalansk historieskrivning betecknats som l'engrandiment occitànic, ungefär occitanska utvidgningen, och pyrreneiska enigheten, en stor plan för att ena regioner på båda sidor av Pyrenéerna.

## Regeringstid
Alfons föddes med namnet Raimond Berengar men när han erhöll den enade tronen Barcelona och Aragonien från sin far respektive mor ändrade han namnet för att hedra den aragoniska kungen Alfonso I.
Han allierade sig med Alfonso VIII av Kastilien både mot Navarra och mot de muslimska taifa stadsstaterna i söder. I sina reconquistaansträngningar och erövringsförsök nådde han så långt söderut som till Teruel när han erövrade den strategiska fästningen på vägen till Valencia 1171. Samma år intog han också Caspe.
Förutom gemensamma intressesfärer i landområden västerut och söderut var kungarna av Aragonien och Kastilien förenade av mer formella band, där Aragonien var lydstat till Kastilien. Dessutom gifte sig kung Alfons II med infanta Sancha av Kastilien, den kastilianska kungens syster. Cazorla fördraget, år 1179, var ytterligare en milstolpe i alliansen mellan de två kungarikena. I fördraget gjorde dessa upp om framtida erövringar av de muslimska stadsstaterna, där Aragonien fick områdena söder om Valencia inklusive Denia.
Under Alfons I:s regeringstid nådde också det katalanska inflytandet norr om Pyrenéerna sin höjdpunkt, tack vare de starka banden mellan de occitanska och katalanska delarna av den aragonska kronan. Hans domäner omfattade inte bara Provence utan också grevskapen Cerdanya och Roussilon, som han ärvde 1172 och Béarn och Bigorre som han förärades år 1187. Alfons I blandade sig också i Toulouse angelägenheter vilket till en början var lönande, stärkte aragonesisk handel och stimulerade migrationen från norr till erövrade områden i söder. Senare ledde detta till Albigenserkriget och hans efterträdare Peter II:s död.
År 1186 hjälpte han till att etablera aragonskt inflytande på Sardinien när han stödde sin kusin Agalbursa, änkan till Barisone II, Giudice av Arborea, genom att placera sin dotterson Hugo på tronen.
Alfonso II donerade land längs strandbankarna till Ebro till cisterciensmunkar.Det blev det första cistercienserklostret i regionen. Real Monasterio de Nuestra Senora de Rueda grundades 1202 och installerade några av de tidigaste exemplen på hydrologisk teknologi för utnttjande av vattenkraft och avledande av vatten i syfte att med centralvärme värma upp byggnader.

## Poesi
Enligt traditionen var Alfons II en framstående poet och god vän med Rikard Lejonhjärta. Han ska ha författat en tensó, en occitansk sång i form av en "poetisk debatt", som behandlar ifall en kvinna är kränkt om hon tar en älskare som är rikare än hon själv. Alfons II avhandlas också själv av andra trubadurer. Till exempel kritiserar Guillem de Berguedà hans affär med Azalais av Toulouse medan trubaduren Peire Vidal hyllar hans beslut att gifta sig med den "enkla" Sancha istället för Eudokia Komnene, kejsaren Manuel I Komnenos "gyllene kamel". 

## Äktenskap och barn
Med hustrun Sancha av Kastilien
- Konstantia, gift med Emmerich I av Ungern och senare Fredrik II av Tyskland
- Eleanor, gift med Raymond VI av Toulouse
- Peter II av Aragonien, hans efterträdare
- Douce, nunna
- Alfons II av Provence
- Ferdinand, Abbot av Montearagón, Toledo
- Raimond Berengar
- Sancha av Aragonien, gift med Raimond VI av Toulouse